# Destroy
Destroy – trzeci album studyjny węgierskiej grupy muzycznej Ektomorf.

## Lista utworów
1. „I Know Them”
2. „Destroy”
3. „Gypsy”
4. „No Compromise”
5. „Everything”
6. „From Far Away”
7. „Painful But True”
8. „Only God”
9. „You Are My Shelter”
10. „A.E.A.”
11. „From My Heart”
12. „Tear Apart”

Edycja specjalna
13. „A Romok Alatt”
14. „Nem Engedem”
15. „Kalyi Jag”
16. „A.E.A.” (wideo z sesji nagraniowej)

## Twórcy
Skład zespołu
- Zoltán Farkas - śpiew, gitara, główny autor kompozycji i tekstów[1]
- Csaba Farkas - gitara basowa
- József Szakács - perkusja
- Tamás Schrottner - gitara

Inni zaangażowani
- Tue Madsen - producent muzyczny, sitar w utworach "From My Heart", "From Far Away" i "You Are My Shelter"
- Jakob Bredhal (Hatesphere) i Mircea Gabriel Eftemie - śpiew w utworze "A.E.A."
- Mikell Christiansen - perkusja w utworze "From My Heart"
- Mircea Gabriel Eftemie (Mnemic) - wykonał okładkę płyty w ramach wytwóni Effigy Design[2]

## Opis
Generalnie teksty piosenek na płycie, napisane przez Zoltána Farkasa, dotyczą uczuć i emocji znanych mu w codzienności, w tym miłości, gniewu, rozczarowania oraz tego, co wkurza. „I Know Them” dotyczy fałszywych przyjaciół. „Destroy” opisuje próbę wpływu ludzi z mediów (telewizji) na jednostkę zmierzające do zmiany indywidualnego wizerunku. „Gypsy” jest o samym Zoltánie Farkasie, o jego cygańskim pochodzeniu, o wiążącej się z tym dyskryminacji na Węgrzech. „No Compromise” omawia postawę własnej drogi i nie podejmowania kompromisów. „Everything” oraz „Painful But True” dotyczą historii byłego menedżera Ektomorf, postaci negatywnej dla członków zespołu. „From Far Away” ma swoją genezę z czasu gry na festiwalu w Niemczech, gdy Zoltán Farkas podczas jammowania wymyślił słowa utworu. Słowa „Only God” odnoszą się do oceniania słuchaczy muzyki metalowej przez społeczeństwo i negatywnego odbioru z uwagi na wygląd, zaś przesłaniem autora liryków jest przekonanie, iż „tylko Bóg może sądzić mnie”. „You Are My Shelter” jest piosenką miłosną, zadedykowaną przez Farkasa swojej dziewczynie. „A.E.A.” (Aggressive Energy Adrenaline) jest kompozycją w stylu hardcore. „From My Heart” to otwór o charakterze osobistym, związanym z rozstaniem Farkasa z dziewczyną w Holandii. „Tear Apart” odnosi się do Węgier i biedzie w tym kraju. 
Album promowały teledyski do piosenek „I Know Them”, „A.E.A.” (z sesji nagraniowej), „Destroy”.